# アンリ1世 (ラテン皇帝)

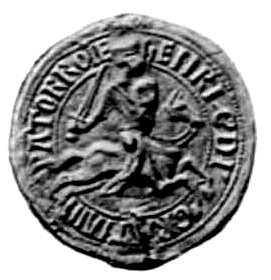
アンリ1世のシール

アンリ1世（フランス語：Henri I, 1176年ごろ - 1216年6月11日）は、ラテン帝国の第2代皇帝（在位：1205年 - 1216年）。東ローマ帝国が征服されラテン帝国が建国された第4回十字軍における指揮官の一人である。

## 生涯

### 生い立ち
アンリはエノー伯ボードゥアン5世とマルグリット・ダルザスの息子として、1176年ごろにヴァランシエンヌで生まれた。1204年にモンフェッラート侯ボニファーチョ1世の娘アニェーゼと最初の結婚をした。この最初の妃アニェーゼが生んだアンリの唯一の子は母アニェーゼと共に早世した。
同年代の何人かの歴史家は、アンリがブルガリア皇帝カロヤン・アセンの死後にブルガリアと和平を結んだとしており、1213年にカロヤンの娘で次代のブルガリア皇帝ボリルの継娘マリヤとアンリの結婚が決められた。
アンリは名前不明の愛妾との間に娘を一人もうけた。この娘の名は記録には見られないがマルグリット＝イザベルと考えられ、ロドピ山脈に自らの国を築いたアレクシウス・スラヴ（ブルガリアのアセン家出身）と結婚した。アレクシウス・スラヴは後に専制公となった。

### 第4回十字軍への参加
アンリは1201年ごろに第4回十字軍に参加し、1203年のコンスタンティノープル包囲戦などで目覚ましい働きをした。その包囲戦において、8人の師団の指揮官の一人となった。アンリのほかにはモンフェッラート侯ボニファーチョ1世、ヴェネツィア共和国ドージェエンリコ・ダンドロ、ブロワ伯ルイ1世（十字軍の呼びかけに最初に応えた貴族）、およびアンリの兄フランドル伯ボードゥアン9世などが指揮官をつとめ、うち兄ボードゥアン9世が最大の師団を指揮した。1204年の包囲戦において、アンリは物資を得るために騎行の遠征軍を率い、ロベール・ド・クラリによると約30人の騎士と不特定多数の騎馬兵とともに、黒海近くのフィリア（現在のŞile）の城を襲撃した。東ローマ皇帝アレクシオス5世ドゥーカスにより待ち伏せされたが、アンリとその軍は東ローマ軍を完全に敗走させ、キリストの遺物が含まれているとみられる崇拝されていたイコンを奪い、十字軍の陣営に戻った。アンリはすぐに新しく建国されたラテン帝国の諸侯の間で有名になった。

### ラテン帝国皇帝として
1205年4月、アドリアノープルの戦いで兄ボードゥアンがブルガリア軍に捕らえられ、アンリはラテン帝国の摂政に選ばれた。その後、ボードゥアンの死の知らせが届き、アンリはラテン皇帝位を継承し、1206年8月20日に戴冠した。
アンリが皇位を継承したとき、テッサロニキ王国のロンバルディア貴族はアンリに忠誠を誓うことを拒否した。2年間戦争が続き、アンリはテンプル騎士団が支援するロンバルディア軍に勝利した後、ラヴェンニカおよびジトゥニオン（ラミア）にあったテンプル騎士団の城を没収した。
アンリは賢君で、その治世の大半において、ブルガリア皇帝のカロヤン・アセンおよびニカイア帝国皇帝テオドロス1世ラスカリスとの闘争において勝利をおさめた。後にアンリはブルガリア皇帝ボリル（在位：1207年 - 1218年）と戦い、フィリッポポリスの戦いにおいて勝利した。アンリはまた、ニカエア帝国にも遠征し、1207年のニコメディア遠征および1211年から1212年にかけてのリンダコスの戦いにより小アジアのビガでわずかに領土を拡大し、ニンファエウムで重要なニカエア帝国の財産を手に入れた。テオドロス1世ラスカリスはこの後の遠征で争うことはできなかったが、アンリはヨーロッパの問題に集中することが最善と考え、1214年にテオドロス1世ラスカリスと休戦（ニンファエウム条約）し、平和裏にニカエア帝国からラテン帝国を切り離した。
帝国内においては、アンリはギリシャ人も平等に扱うなど他の多くの十字軍貴族とは異なっていたようである。13世紀の同時代の歴史家ゲオルギオス・アクロポリテスはアンリについて、「フランク生まれだが、コンスタンティノープルの町に住むローマ人に親切に振る舞い、それらの多くをマグナートとし、他の人々を自身の兵とし、一般の民衆を自身の民として扱った」と記している。実際に、1213年に教皇特使（アルバーノ司教・枢機卿ペラージオ・ガルバーニ）がコンスタンティノープルに到着し、ローマ教皇インノケンティウス3世の命で正教会の聖職者を投獄し、教会を閉鎖したとき、アンリはコンスタンティノープルのギリシャ人聖職者の要請により命令を取り消している。
アンリは勇敢だが残酷ではなく、寛容だが弱いのではなく、「迷信深い時代において、聖職者の傲慢さと貪欲さに立ち向かう優れた勇気」を持っていたようである。テッサロニキの前摂政ウンベルト2世・ディ・ビアンドラーテによると、1216年6月11日にアンリは毒殺されたという。これは妃マリヤ・ブルガルスカの教唆によるものとも考えられている。アンリの死去により、義兄ピエール2世・ド・クルトネーがローマでラテン皇帝位についたが、ピエールはコンスタンティノープルを訪れることはなかった。そのため、1217年から1219年にかけてラテン帝国はアンリの姉でピエールの寡婦ヨランドが摂政として統治した。その後ラテン皇帝は、ピエールとヨランドの息子ロベールおよびボードゥアンが継承し、ラテン帝国は滅亡した。